# Vasile Ernu
Vasile Ernu (n. 1971, Odesa, RSS Ucraineană, URSS) este scriitor român, eseist, comentator politic, editor.